# Joaquín Barriga
Joaquín Barriga (Bogotá, 1804-marzo de 1854) fue un militar y político colombiano. 

## Biografía
Vinculado al Ejército Nacional a los 15 años de edad, en 1819, inició una exitosa carrera militar que lo llevó hasta el rango de General en 1845. A la par con el desempeño netamente militar, Barriga se destacó en los cargos políticos como gobernador de Neiva en 1830 y del Istmo en 1845; entre 1846 y 1849 ejerció como Secretario de Guerra y Marina del gobierno del Presidente Tomás Cipriano de Mosquera. En este último año fue candidato a la Presidencia de la Nueva Granada, pero solo alcanzó el quinto lugar.